# 환원 당량
환원 당량(還元當量, 영어: reducing equivalent)이라는 용어는 생화학의 산화환원반응에서 한 전자의 당량을 전달하는 여러 종류의 화학종들 중 하나를 의미한다.

## 정의
환원 당량(reducing equivalent)은 산화-환원 반응에서 전자 공여체로부터 전자 수용체로 이동하는 전자 혹은 수소 원자의 수이다.

## 예시
대표적인 예시는 다음과 같다.
- 단일 전자(예: 금속 이온과 관련된 반응)
- 수소 원자(양성자와 전자로 구성됨)
- 2개의 전자를 운반하는 수소화물(H−) 이온(예: NAD가 포함된 반응)

### 생물학 예시
생물학에서는 글루코스의 에너지 생산에서 일어나는 활동이 환원 당량의 예시가 된다. 글루코스가 피루브산으로 전환되어 미토콘드리아 안으로 들어가기 위해 세포질의 NADH가 환원 당량이 된다. TCA 회로 전체에서는 NADH, NAD+, FAD, FADH2 등이 환원 당량이다.

## 같이 보기
- 환원제
- 산화환원반응